# Euphorbia exilispina
Euphorbia exilispina ist eine Pflanzenart aus der Gattung Wolfsmilch (Euphorbia) in der Familie der Wolfsmilchgewächse (Euphorbiaceae).

## Beschreibung
Die sukkulente Euphorbia exilispina wächst als kleiner Strauch und erreicht Wuchshöhen bis einen Meter. An den vierkantigen und 5 bis 8 Millimeter dicken Trieben befinden sich im Abstand von 5 bis 8 Millimeter zueinander flache Zähne. Die einzeln stehenden und länglich dreieckigen Dornschildchen werden bis 3,5 Millimeter lang und 1 Millimeter breit. Es werden dünne Dornen bis 6 Millimeter Länge und Nebenblattdornen bis 2 Millimeter Länge ausgebildet.
Der Blütenstand besteht aus einfachen und einzelnen Cymen, die mehr oder weniger sitzend sind. Die Cyathien erreichen einen Durchmesser von 4,5 Millimeter. Die rechteckigen Nektardrüsen sind gelb gefärbt und berühren sich. Die stumpf gelappte Frucht ist nahezu sitzend und wird etwa 2,5 Millimeter lang und 4 Millimeter breit. Der eiförmige Samen wird 1,8 Millimeter lang und 1,5 Millimeter breit. Die Samenoberfläche ist mit flachen Warzen besetzt.

## Verbreitung und Systematik
Euphorbia exilispina ist in Tansania im Njombe Distrikt auf trockenen und steinhaltigen Böden in bewaldeten Gebieten und in Höhenlagen von 530 Meter verbreitet. Die Art kennt man nur von der Typusaufsammlung.
Die Erstbeschreibung der Art erfolgte 1987 durch Susan Carter Holmes.